# Kluski śląskie
Kluski śląskie (kluski białe, biołe, guminowe, gumione, kartofelmelklezy,  gumiklyjzy) – rodzaj klusek ziemniaczanych przygotowanych z gotowanych ziemniaków i mąki ziemniaczanej, formowane w mocno spłaszczone kulki z wgłębieniem, gotowane w osolonym wrzątku.
Kluski śląskie wpisane są na Listę produktów tradycyjnych województwa opolskiego oraz osobno śląskiego. Są popularną potrawą na Dolnym i Górnym Śląsku.

## Charakterystyka

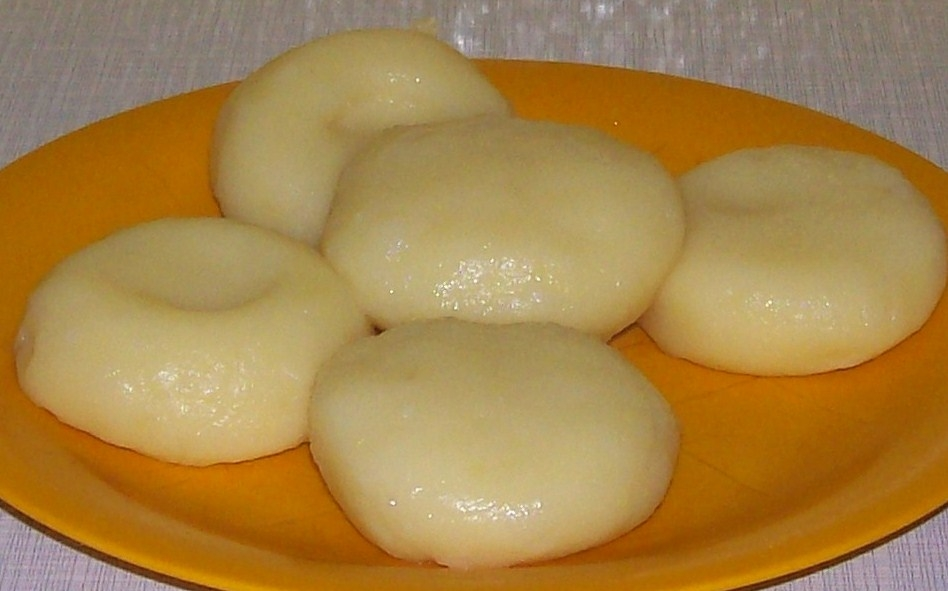
Kluski śląskie na talerzu

Kluski śląskie przygotowuje się z ugotowanych ziemniaków połączonych w stosunku objętościowym 4:1 lub 3:1 z mąką ziemniaczaną z dodatkiem soli (do smaku). Opcjonalnie dodaje się także surowe jajka. Najczęściej gotowe kluski mają około 4–5 cm szerokości i 2,5 cm wysokości. W zależności od użytego gatunku ziemniaków  i koloru żółtka jajka, przyjmują barwę białokremową, lekko żółtą a nawet koloru żółtka.
Wgłębienie w klusce oprócz funkcji dekoracyjnej spełnia rolę miejsca, w którym zatrzymuje się podany z potrawą sos. „Dziurka” pomaga także równomiernie ugotować kluski.
Jeszcze gorące, ugotowane ziemniaki przeciska się przez praskę lub mieli w maszynce po czym łączy z pozostałymi składnikami. Z wyrobionego ciasta formuje się wałek, który następnie kraja się na kawałki, którym następnie nadaje się pożądane kształty. Charakterystyczną „dziurkę” robi się palcem. Uformowane w ten sposób kluski gotuje się w osolonej wodzie.

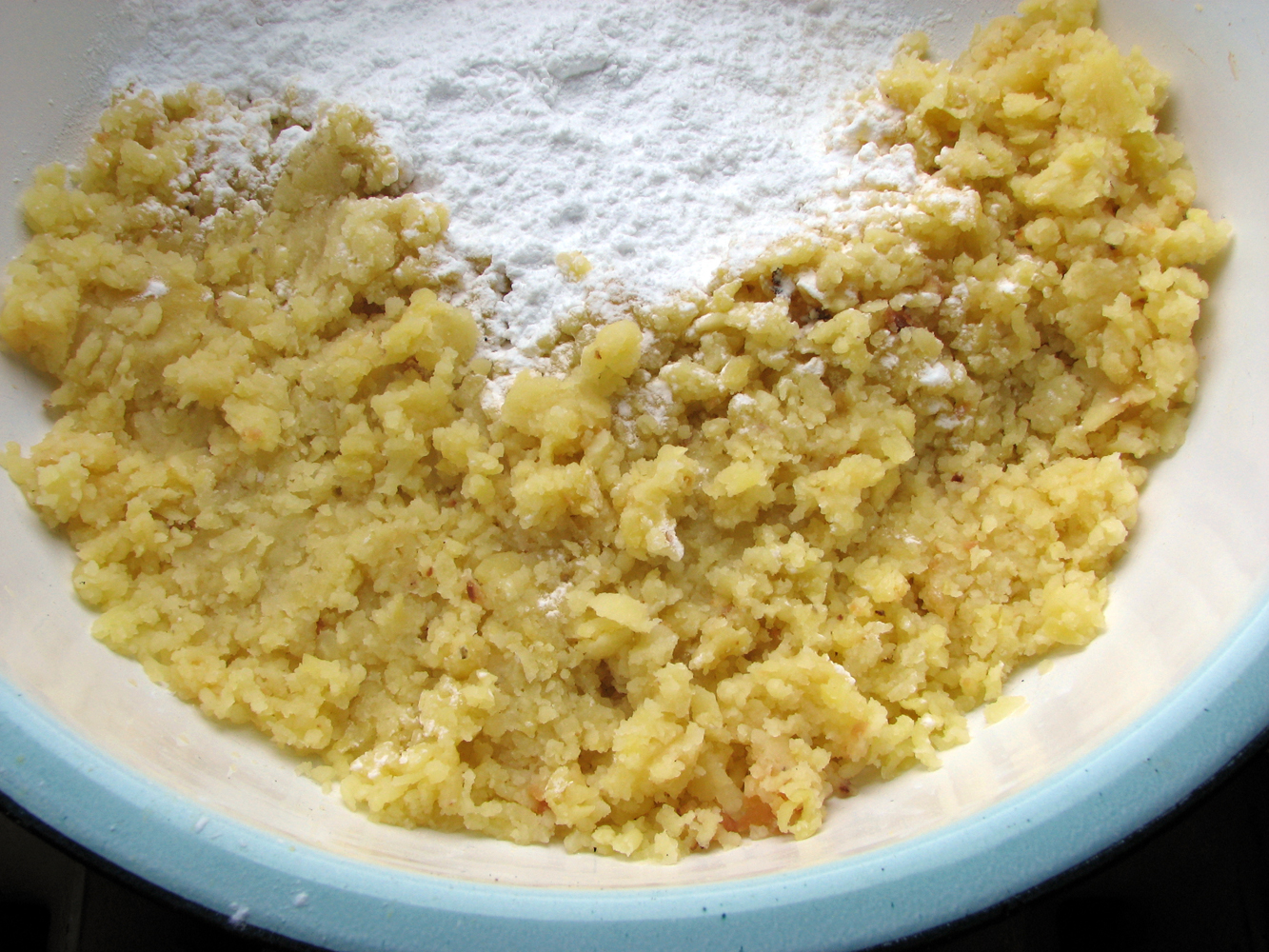
Ziemniaki i mąka przygotowane do ugniatania ciasta
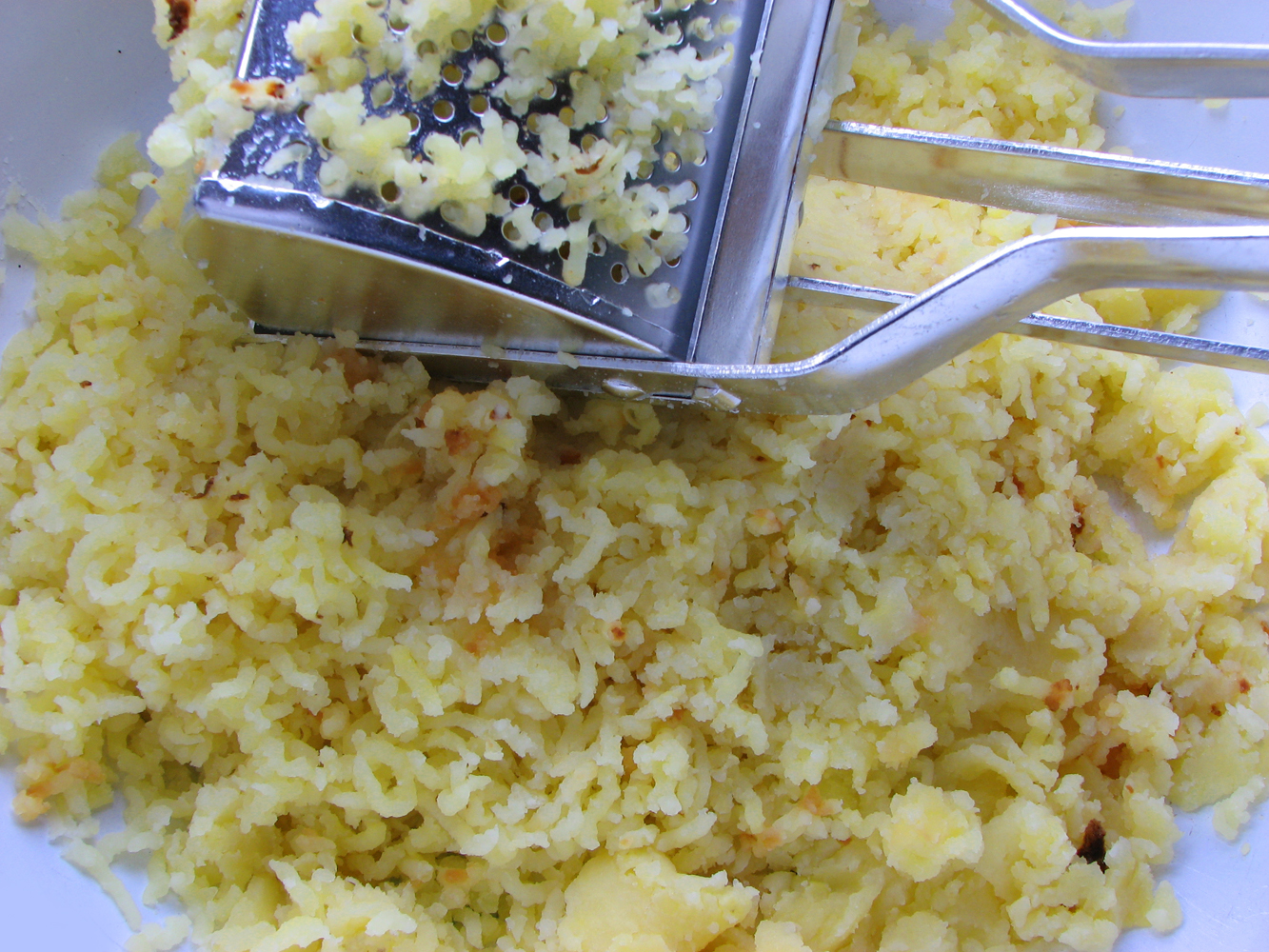
Przygotowywanie ziemniaków przed ugnieceniem ciasta
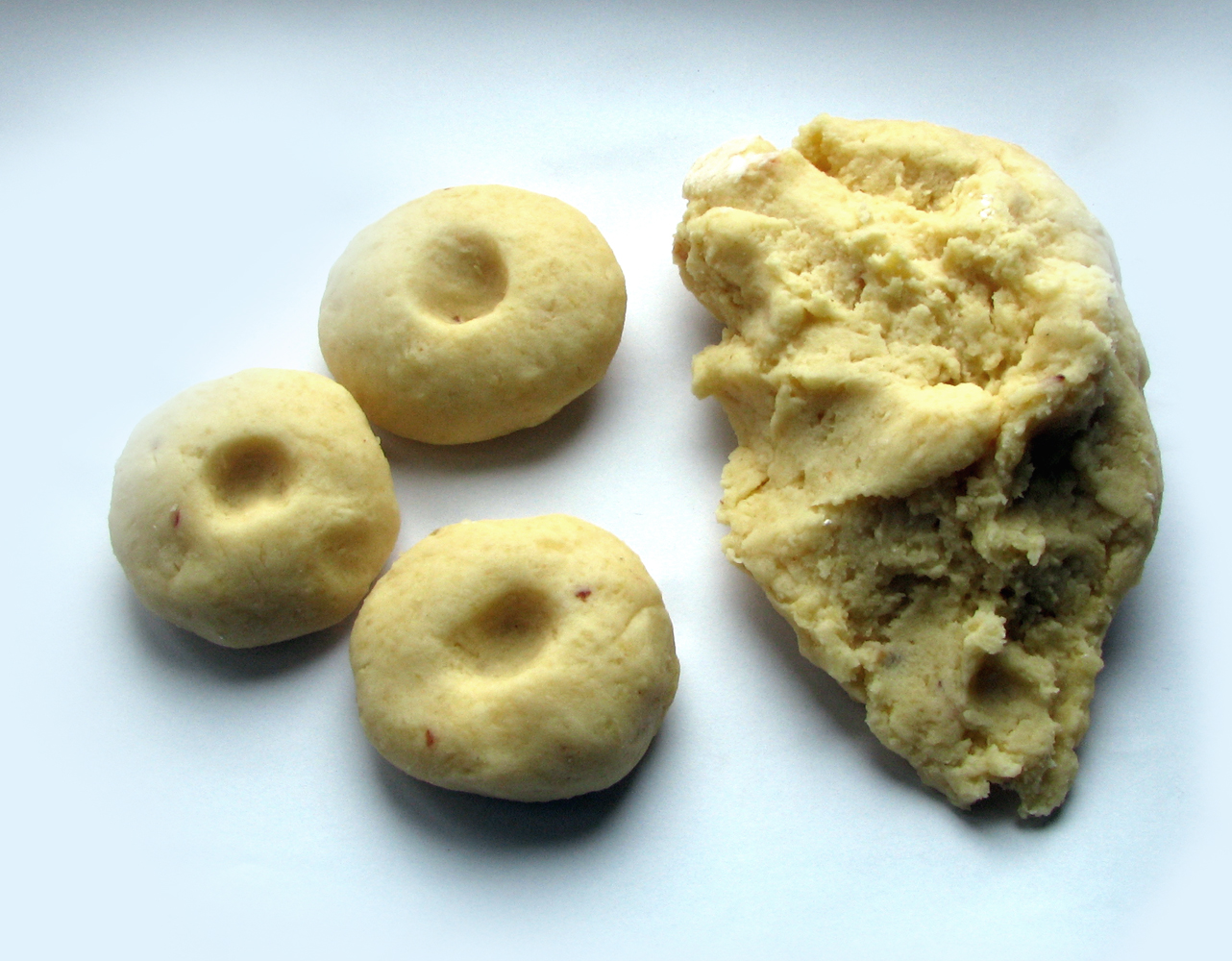
Formowanie klusek (z pominięciem etapu formowania wałka)
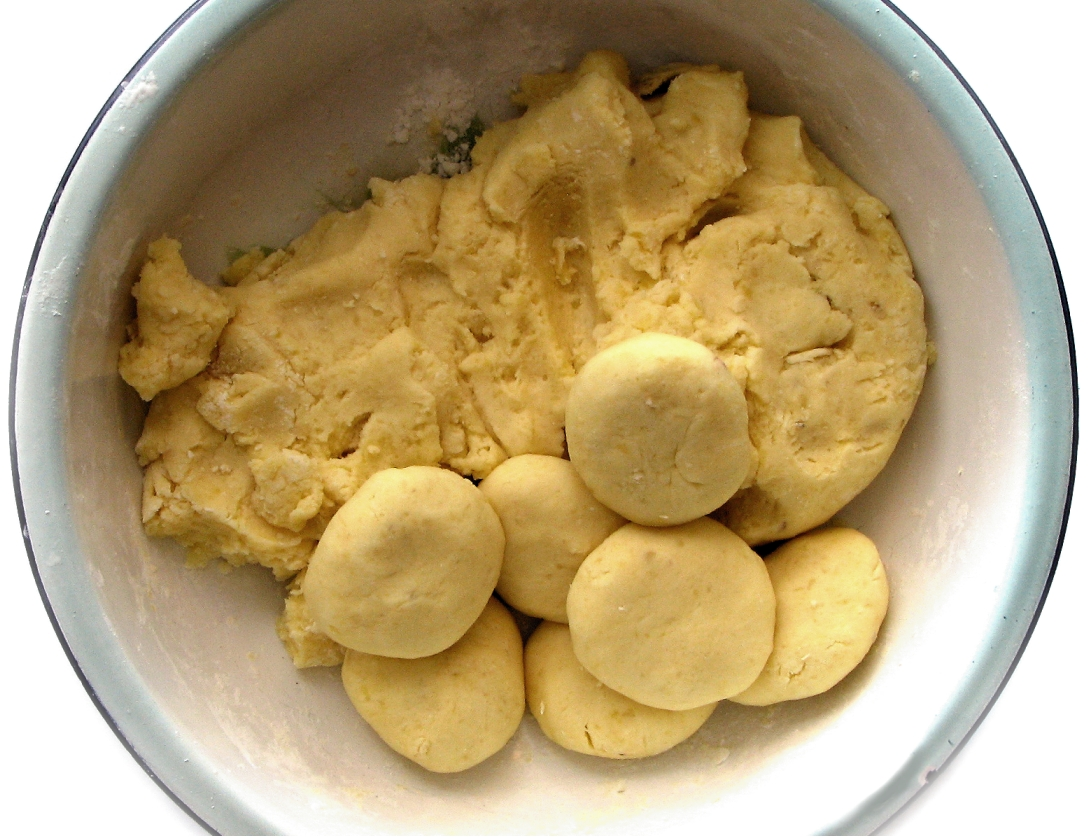
Formowanie klusek (jak obok)

## Sposób podawania
Kluski śląskie podaje się zwłaszcza jako dodatek do pieczonych dań mięsnych z sosem (na Górnym Śląsku zwłaszcza z roladami) lub przyrządzanej na rozmaite sposoby kapusty. Występują także jako danie podstawowe, okraszone stopioną słoniną. Kluski śląskie można podawać również na słodko z dodatkiem śmietany i cukru, bądź dżemu.
Na Górnym Śląsku, gdzie znane są kluski białe i czarne, podawane są one do obiadu na osobnych półmiskach.